# Blepharocarya involucrigera
Blepharocarya involucrigera là một loài thực vật có hoa trong họ Đào lộn hột. Loài này được F.Muell. mô tả khoa học đầu tiên năm 1875.